# 庾爰之
庾爰之（?—?），字仲真，小字園客，东晋颍川郡鄢陵县（今河南省鄢陵县西北）人，庾亮之弟庾翼的次子。
庾翼病重时，表奏庾爰之为行辅国将军、荆州刺史。庾爰之有父风，后来被桓温所废。桓温废黜庾爰之后，又以征虏将军刘惔监沔中军事，领义成太守，取代庾方之。庾方之、庾爰之都被迁徙到豫章郡。